# Julien Dassin
Julien Dassin, fils du chanteur Joe Dassin (de son vrai nom Joseph Ira Dassin), né le 22 mars 1980 à Neuilly-sur-Seine (France), est un comédien  français devenu chanteur qui rend hommage à son père en interprétant notamment sur scène les titres phares de son répertoire francophone.

## Biographie

### Naissance et famille
Julien Dassin est le fils cadet de Joseph Ira Dassin (Joe Dassin) (1938-1980), chanteur, auteur-compositeur interprète, guitariste franco-américain et de Christine Dassin (de son nom de jeune fille Delvaux) (1949-1995). Julien Dassin est né le 22 mars 1980 à l'hôpital américain de Neuilly-sur-Seine. En août de la même année, son père, Joe Dassin, meurt d'une crise cardiaque âgé de 41 ans en Polynésie, alors que Julien n'a que cinq mois. Après la perte de leur père, Julien et son frère sont éduqués par leur mère. C'est dans une maison de la région parisienne dans les Yvelines à Feucherolles, que Joe avait fait bâtir, que Christine et ses enfants trouvent refuge. En 1995, Christine Dassin décède à l'âge de 46 ans d'une crise d'asthme rendant les deux fils orphelins à seulement 15 et 17 ans.

## Carrière

### Débuts
Au décès de sa mère Christine Dassin, Julien arrêta ses études de commerce pour explorer différentes voies dans les arts notamment vers la scène théâtrale. Une décision qui s'inscrit dans la continuité de son héritage familial puisque son père Joe Dassin a marqué de son empreinte la chanson française dans les années 1960-1970 et 1980}, en écrivant et interprétant des titres devenus des classiques incontournables du répertoire francophone tels que Les Champs-Élysées, Dans les yeux d'Émilie et bien d'autres. Avant cela, son grand-pèreavait fait connaitre le nom des Dassin en devenant une célébrité du septième art. Jules Dassin réalisa quelques oeuvres emblématique du cinéma hollywoodien des fifties comme The Naked City (1948) ou encore Topkapi (1964).
En 2006, c'est au Canada que Julien contribue à l'organisation d'un premier spectacle hommage à son père « Joe Dassin, la grande fête musicale ». Pour cette comédie musicale, plusieurs artistes revisitent sur scène les chansons de Joe Dassin. Un spectacle qui se donnera durant 60 représentations au Canada, notamment à l'affiche au Théâtre Capitole à Québec du 5 au 21 Octobre 2006 et au Théâtre Saint-Denis à Montréal du 8 au 26 Novembre la même année. D'autres représentations ont également eu lieu dans plusieurs villes aux États-Unis. Ce spectacle fut mis en scène par Pierre Boileau, la direction musicale dirigée par Luc Boivin et les chorégraphies par Geneviève Dorion-Coupal.
En 2009, Julien Dassin a joué pendant 6 mois dans la pièce La Parenthèse, écrite par Laure Charpentier et mise en scène au Théâtre Daunou à Paris. Dans cette oeuvre, Julien incarne le rôle d'un jeune journaliste de 30 ans engagé dans une relation singulière avec une aristocrate étudiante, une histoire mêlant amour et introspection.
Après sa période au théâtre, Julien Dassin recentre sa carrière autour de la musique. Il crée un nouveau spectacle en hommage à son père : Il était une fois… Joe Dassin spectacle lancé en 2010 où il interprète les grandes oeuvres de son père. Cette production musicale connait un grand succès, notamment à l'Olympia et au Grand Rex à Paris, sous la direction artistique de Christophe Barratier, qui en assurait la mise en scène.

### Albums et Scènes
En 2012, il enregistre chez Sony Music un album intitulé Monsieur Montand en duo avec Florence Coste. Cet album rend hommage à Yves Montand en revisitant ses plus célèbres chansons comme Sous le ciel de Paris.
En 2015, Julien Dassin collabore avec l'ensemble vocal russe les Chœurs de l'Armée Rouge pour plusieurs projets comme l'album « Joe Dassin chante avec les Chœurs de l'Armée Rouge », qui revisite les classiques de son père. Ce disque mêle la voix de Joe Dassin à celle des Chœurs. Julien y figure aussi en interprétant une nouvelle version du hit : Les Champs-Élysées. En 2017, il retrouve sur scène l'ensemble des Choeurs de l'Armée Rouge pour une série de concerts à travers la France et l'Europe où il a interprète deux titres entouré du fameux ensemble vocal.
En 2018, Julien Dassin participe au groupe Les Nouveaux Compagnons, un collectif inspiré des Compagnons de la Chanson. Entouré de huit autres artistes, il reprend des classiques de la chanson française dans des versions essentiellement a cappella. Leur unique album est intitulé Qu'est-ce qu'on attend pour être heureux ?.
En mai 2018, Julien Dassin se produit sur la grande scène du Gorki Park à Moscou dans le cadre des célébrations de la victoire de la Seconde Guerre mondiale en Russie. Cet événement marquant une connexion entre Julien et ses racines russes et ukrainiennes, puisque que ses arrière-grands-parents étaient originaires d'Ukraine et de Russie. En juin de la même année, Julien enregistre en France un duo avec Natasha St-Pierre pour une comédie musicale.
En 2019, Julien Dassin enregistre un mini-album intitulé Globe-Trotter et continue ses performances live à l'international, notamment en Russie, au Liban.
En février 2022, quelques jours après le début de l'invasion russe du Donbass, Julien Dassin annonce l'annulation d'une tournée russe et publie un communiqué par lequel il indique qu'il ne se produira plus en Russie jusqu'à l'arrêt du conflit entre la Russie et l'Ukraine. Il continue à se produire dans de nombreux autres pays.
En 2023, il se produit dans plusieurs villes d'Europe de l'Est notamment à Bucarest en Roumanie dans la grande salle du Sala Palatului, puis en Asie centrale au Kazakhstan.
En 2024, Julien Dassin propose un nouveau spectacle à travers l'Europe : Joe Dassin Story. Il se produit en quelques mois dans 8 pays notamment la Moldavie, Bulgarie, Lettonie, Estonie, Lituanie, Roumanie.
Le label Anthologys publie un extrait de son Live European Tour, une version enregistrée en public du titre Et si tu n'existais pas. Il annonce qu'en mars 2025, Julien Dassin sera en tournée dans quatre villes de Pologne et dans quatre de Lituanie puis en Bulgarie toujours pour ce spectacle hommage à son père : Joe Dassin Story.

## Concerts

### Il était une fois... Joe Dassin
- 2010 : Concerts à l'Olympia et au Grand Rex
- 2011 : Trois présentations aux Folies Bergère à Paris
- 2011 : Tournée dans toute la France[38]

### Les Chœurs de l'Armée Rouge
- 2017 : Invité spéciale lors de concerts de la tournée 2017 des Chœurs de l'Armée Rouge[21].

### Joe Dassin Story
- 2019 : Concerts au Liban à Beyrouth (Casino du Liban)[39] et Moscou et Volgograd (Russie)
- 2023 Concerts en Roumanie[40] et au Kazakhtstan[41]
- 2024 : Concerts en Lituanie, Lettonie, Estonie, Moldavie, Bulgarie, Roumanie[42]